# Mediamorfosis
La mediamorfosis es el cambio de un medio de comunicación de un estado a otro, como resultado de las modificaciones en la sociedad y la aparición de nuevos avances tecnológicos.

## Historia
El término mediamorfosis va ligado al autor Roger Fidler que la define como: "la transformación de un medio de comunicación de una forma a otra, generalmente como resultado de la combinación de cambios culturales y la llegada de nuevas tecnologías" o sea que, los medios aparecen gradualmente por la metamorfosis de los medios antiguos.[cita requerida]
En este sentido, son fundamentales las ideas de transparencia y sociabilización, ya que es en el uso donde los usuarios prueban su utilidad, lo cual hace que sean incorporados y es lo que permite su éxito, pero la aparición de nuevas formas de comunicación no implica que las formas antiguas caigan en desuso, sino que continúan evolucionando y adaptándose, todas las formas de medios de comunicación coexisten y coevolucionan dentro de un sistema complejo adaptativo en expansión; al emerger y desarrollarse, cada nueva forma, influye con el tiempo y en diversos grados, en el desarrollo de todas las demás.
La mediamorfosis surge debido a los cambios y transformaciones que se han producido a lo largo de la historia en los sistemas de comunicación, pero también debe existir una necesidad como una razón social, política o económica que impulse su surgimiento. Algunos de los ejemplos de estos cambios pueden ser el cambio de las películas mudas a las películas con sonido y de los teléfonos inalámbricos de los hogares a los teléfonos móviles. 
Existen tres grandes motivos que permiten hablar de mediamorfosis: la aparición del lenguaje hablado, el uso del lenguaje escrito, y la llegada de las nuevas tecnologías digitales.[cita requerida]
- Datos: Q6008641